# Функция на правдоподобие
Функцията на правдоподобие е статистическа функция, отразяваща съвместната вероятностна маса (или вероятностна плътност) на наблюдавани данни, но разглеждани като функция на параметрите на даден статистически модел.
Така функцията на правдоподобие {\textstyle {\mathcal {L}}(\theta \mid x)}, която дава правдоподобието на вектор от параметри {\textstyle \theta } при допускането, че набор от наблюдавани данни {\textstyle x} е истина, е числено еквивалентна на вероятностната функция {\textstyle f(x\mid \theta )}, която дава вероятността на набор от данни {\textstyle x} при допускането, че вектор от параметри {\textstyle \theta } е истина. Функцията се използва в метода на максималното правдоподобие.